# 1807 en musique classique
| \| • Retour à la chronologie générale de la musique classique • \| |
| Grèce • Rome • Haut Moyen Âge • VIIIe siècle • IXe siècle • Xe siècle • XIe siècle XIIe siècle • XIIIe siècle • XIVe siècle • XVe siècle • XVIe siècle • XVIIe siècle XVIIIe siècle • XIXe siècle • XXe siècle • XXIe siècle |
| • Retour à la chronologie générale de la musique classique • |

| Années en musique classique : 1804 - 1805 - 1806 - 1807 - 1808 - 1809 - 1810    |
| Décennies en musique classique : 1770 - 1780 - 1790 - 1800 - 1810 - 1820 - 1830 |

Cet article présente les faits marquants de l'année 1807 en musique.

## Événements
- 17 février : Joseph et ses frères, opéra d'Étienne Nicolas Méhul, créé à Paris.
- 13 septembre : la Messe en ut majeur, de Beethoven, créée à Eisenstadt.
- 15 décembre : La Vestale, opéra de Gaspare Spontini, créé à Paris.

Date indéterminée
- Le compositeur allemand Beethoven termine sa cinquième symphonie, compose l'ouverture de Coriolan et commence la sixième symphonie « la Pastorale ».

## Prix de Rome
1er Prix : non attribué, 2e Prix : Joseph Daussoigne-Méhul et François-Joseph Fétis avec la cantate Ariane à Naxos.

## Naissances

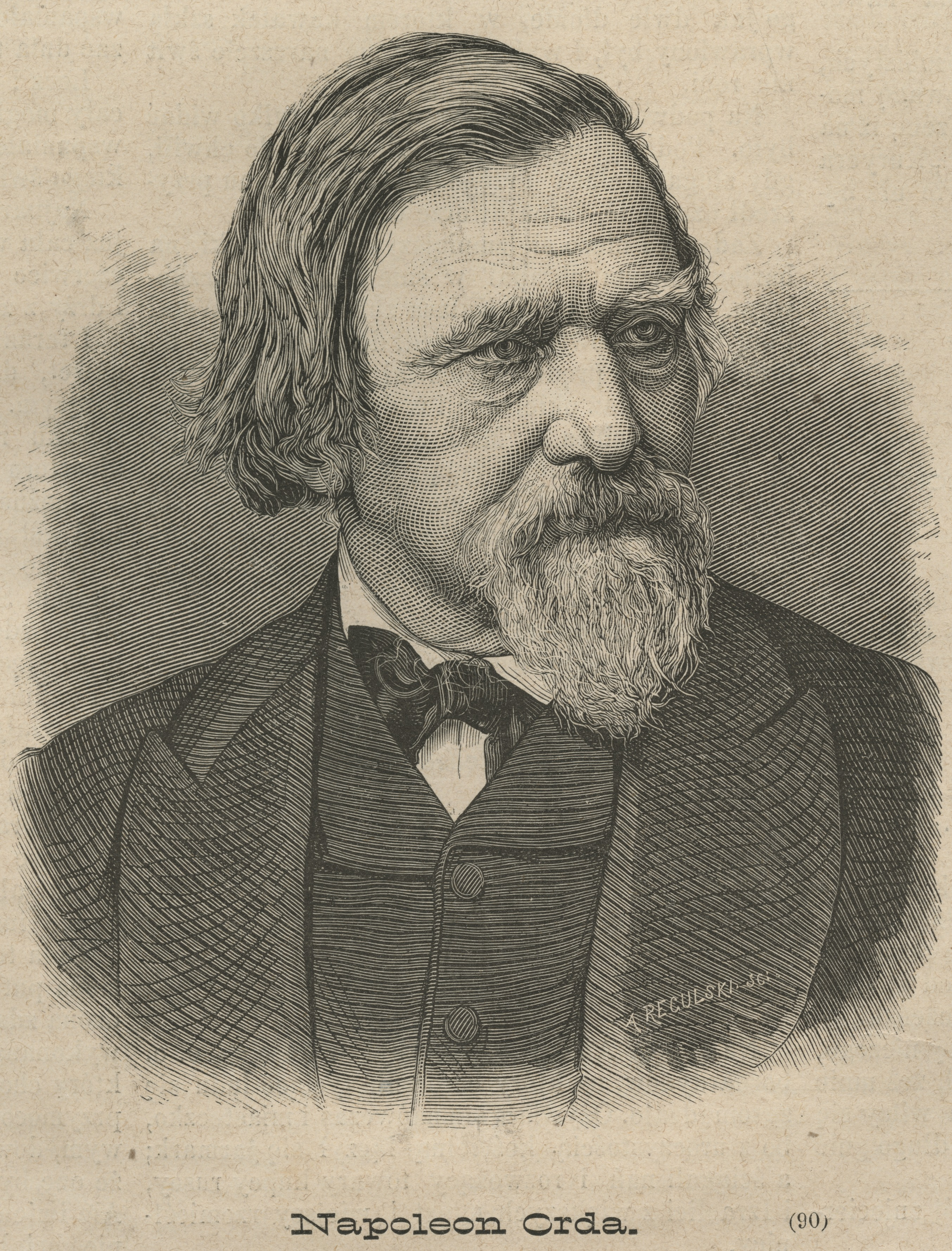
Napoleon Orda

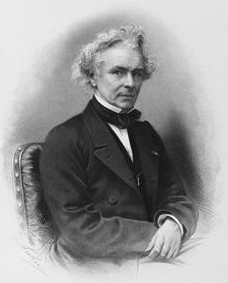
Napoléon Henri Reber

- 4 janvier : Baltasar Saldoni, compositeur et musicologue espagnol († 3 décembre 1889).
- 11 février : Napoleon Orda, pianiste et compositeur polono-biélorusse († 26 avril 1883).
- 15 février : Ignacy Feliks Dobrzyński, pianiste et compositeur polonais († 9 octobre 1867).
- 8 mars : Alphonse Thys, compositeur français († 1er août 1879).
- 15 mars : Gottfried von Preyer, compositeur autrichien († 9 mai 1901).
- 6 juin : Adrien-François Servais, violoncelliste et compositeur belge († 26 novembre 1866).
- 30 août : Ernesto Cavallini, clarinettiste Italien († 7 janvier 1874).
- 17 septembre : Ignaz Lachner, compositeur et chef d'orchestre allemand († 25 février 1895).
- 21 octobre :
  - Hilarión Eslava, compositeur et musicologue espagnol († 23 juillet 1878).
  - Napoléon Henri Reber, compositeur français († 24 novembre 1880).
- 16 novembre : François Hainl, chef d'orchestre, violoncelliste et compositeur français († 2 juin 1873).
- 25 novembre : Charles de Mézeray, baryton, chef d'orchestre et compositeur français († 24 avril 1887).
- 28 novembre : Nicolas Louis, violoniste, pianiste et compositeur français († 30 décembre 1857).
- 18 décembre : Gatien Marcailhou, musicien français († 25 décembre 1855).

## Décès
- 20 février :

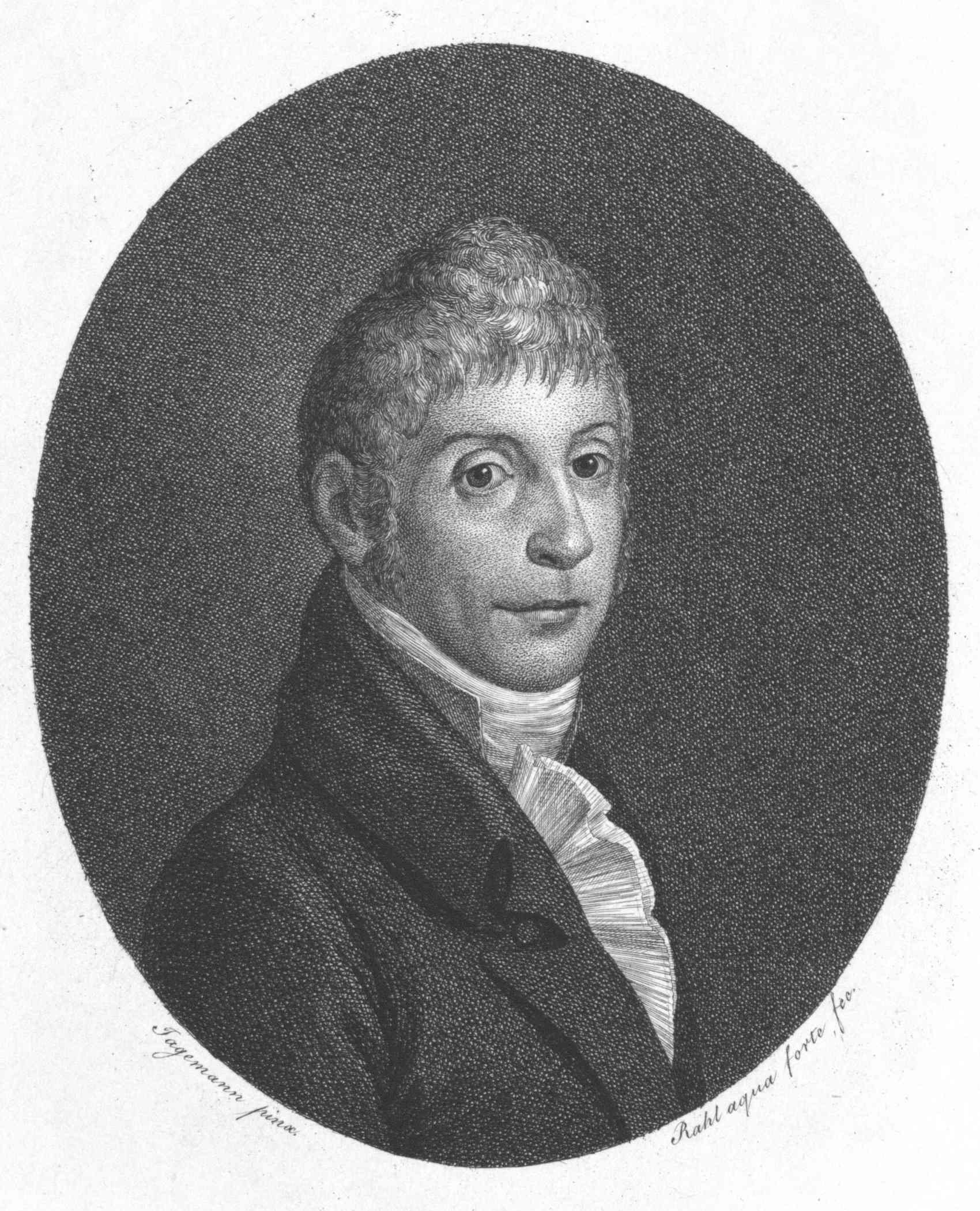
Anton Eberl

  - Jean-Baptiste Nôtre, organiste et compositeur français (° 4 septembre 1732).
  - Genovieffa Ravissa, cantatrice et claveciniste italienne (° vers 1750).
- 25 février : Jeanne-Marie Marsan, comédienne d'art dramatique française et une chanteuse d'opéra (° 1746).
- 11 mars : Anton Eberl, compositeur et pianiste autrichien (° 13 juin 1765).
- 10 avril : Anne-Amélie de Brunswick, duchesse de Saxe-Weimar-Eisenach, pianiste, compositrice et femme politique (° 24 octobre 1739).
- 2 septembre : Antonio Casimir Cartellieri, compositeur, violoniste et chef d'orchestre allemand (° 27 septembre 1772).
- 20 septembre : Honoré Langlé, compositeur français d'origine monégasque (° 1741).